# Sigle
Ne doit pas être confondu avec Abréviation ou Acronyme.
Un sigle est un ensemble de lettres initiales majuscules qui, épelé ou prononcé de manière syllabique, forme un mot servant d'abréviation.
- S'il se prononce lettre par lettre, comme SNCF /ɛs.ɛn.se.ɛf/, il peut s'écrire avec un point après chaque lettre (S.N.C.F.). Dans l'usage courant, la tendance est à la suppression des points dans tous les sigles : FFV, SOS, IVG, etc.
- S'il se prononce de manière syllabique, à la façon d'un mot ordinaire, comme UNESCO ou MEDEF, il fait alors partie des acronymes[a].

La siglaison est la « formation de sigles à partir des lettres initiales de termes formant une unité lexicale fréquemment employée ».
Certains sigles courants entraînent la formation de dérivés, par exemple : cégétiste (membre de la CGT), cégépien (personne poursuivant des études dans un cégep), Rmiste (bénéficiaire du RMI) ou énarque (diplômé de l'ENA).
Certains sigles s'écrivent comme on les prononce, et forment alors des noms communs (accordés en genre et en nombre), par exemple : une bédé, des bédés ; un cédérom, des cédéroms ; un pédégé (et familièrement, une pédégère,).
Certaines abréviations peuvent être indifféremment des sigles ou des acronymes, selon des groupes socio-linguistiques distincts, voire selon le locuteur ou selon les circonstances pour un même locuteur. Par exemple, PIB, ONU peuvent indifféremment être prononcés de manière épelée ou syllabique selon le locuteur voire par le même locuteur selon le cas.
En français, les sigles sont invariables et ne prennent pas la marque du pluriel (contrairement à l'usage anglophone), par exemple : des BD, des HLM, des CD (dont le pluriel en anglais donne CDs).

## Étymologie
Selon le Dictionnaire français illustré de Larive et Fleury (d)  (1889), sigle est issu du bas latin sigla qui serait une syncope de singula signa « signe isolé », et désigne une « lettre initiale d'un mot employée comme signe abréviatif dans les inscriptions, les anciens manuscrits, les médailles », cependant aucune attestation ne permet de l'affirmer. C'est un emprunt au bas latin des juristes sigla (neutre pluriel) « abréviations, signes d'abréviation » et il procède directement soit de signa « signe », soit de singula « [lettres] isolées » (par l'intermédiaire d'une forme *sigula, puisque le latin singulus avait donné l'ancien français sengle, sangle « unique, simple », d'où l'anglais single), la seconde hypothèse étant confortée par l'existence d'une forme latine singulae litterae qui désigne des abréviations chez Valerius Probus,. Émile Littré distingue le sigle du symbole : « Le système de tachygraphie ou sténographie antique consistait soit en abréviations, soit en signes tout à fait spéciaux : dans la première espèce, on consacrait le « C » pour signifier Caïus ; le « P » pour Publius ; le « D » pour dedicat ; S.P.Q.R. pour senatus populusque romanus, etc. ; c'est ce que les Romains appelaient litteræ singulæ, dont ils ont fait siglæ »,. Selon le Dictionnaire historique de la langue française, sigle « a désigné une lettre initiale », mais cette acception n'est plus « vivante », la seule résiduelle étant de désigner « une suite d'initiales servant de signe abréviatif et pouvant former un mot ».

## Typographie
L'usage recommandé au Canada (Guide du rédacteur) et en France (Lexique des règles typographiques en usage à l'Imprimerie nationale) est de composer les sigles en lettres majuscules, sans point d'abréviation :
« 
Sigles : […]
En ce qui concerne leur écriture, la seule unification possible et applicable à tous les cas est l'emploi de lettres capitales sans points; outre le cas de nombreux sigles de formation syllabique excluant la présence de points, ceux qui pourraient en composer n'en sont qu'inutilement et inesthétiquement allongés.
On est donc censé écrire :

- AFNOR (Association Française de NORmalisation) ;
- CEDEX (Courrier d'Entreprise à Distribution EXceptionnelle) ;
- CODER (COmmission de Développement Économique Régional) ;
- RATP (Régie Autonome des Transports Parisiens) ;
- CNES (Centre National d'Études Spatiales).

On notera que certains sigles très répandus et de prononciation aisée (acronyme) peuvent se composer en bas de casse avec capitale initiale : Benelux (sans accents), Euratom, Unesco, etc.
NOTA : Si l'on peut appliquer à certaines abréviations les principes exposés ci-dessus, ce serait une erreur que de vouloir supprimer systématiquement les points chaque fois qu’on rencontre une abréviation sous la forme de lettres capitales.
 »
Le lexique fait un cas particulier des noms de sociétés :
« 
Noms de Sociétés : […]
Remarque : Les sigles des sociétés, associations, compagnies, etc. seront composés en grandes capitales collées sans points : SPA, SNCF, UMP, CMB, VMF, LPO, etc. Les sigles longs mais « prononçables » s'écriront de préférence en bas de casse avec capitale initiale : Saviem, Snecma, Sofirad, Société des auteurs, compositeurs et éditeurs de musique (SACEM ou Sacem).
Sociétés étrangères : Les noms de sociétés et organismes étrangers sont composés en romain (dans le romain) avec capitale initiale aux substantifs et aux adjectifs. Leurs sigles suivent les mêmes règles qu'en français (voir la remarque précédente) : les sociétés Svenska KullagerFabriken (SKF), Trans World Airlines (TWA), Badishe Anilin & Soda-Fabrik (BASF), Sociedad Española de Automóviles de Turismo (Seat), Anonima Lombarda Fabbrica Automobili (Alfa-Romeo), Van Doorne's Automobiel Fabriek (Daf), Door Eendrachtig Samenwerken Profiteren Allen Regelmatig (Spar), Minnesota Mining & Manufacturing (la 3M), etc.,.
 »

## Sigles des autres langues
Il arrive que certains sigles de langues autres que le français soient repris tels quels en français sans pour autant que les francophones en connaissent la signification. Le plus souvent, il s'agit de sigles en anglais comme MSN, SMS, IP, PC et parfois la prononciation originale est également conservée comme FBI, MTV, BBC, VIP, MIT, ces deux derniers étant parfois épelés en français. Parmi les autres langues, on trouve parfois l'allemand (ABS, BASF, BMW, DB) ou l'italien comme dans GTI (Gran Turismo Iniezione (en)).

## Genre
Les sigles ont le genre du nom qui constitue le noyau du syntagme dont ils sont une abréviation. On dit la SNCF (Société nationale des chemins de fer français) parce que le noyau du groupe (« société ») est féminin, mais on parle du CIO (Comité international olympique) car le noyau (« comité »), est un nom masculin.
Quand le syntagme est composé de mots étrangers, le même principe s'applique. On distingue ainsi le FBI, pour Federal Bureau of Investigation (Bureau fédéral d'enquête), de la CIA, Central Intelligence Agency (Agence centrale de renseignement) puisque dans un cas, le mot noyau se traduit par un nom masculin (« bureau ») et dans l'autre, par un nom féminin (« agence »).

## Sigles et acronymes redondants
Il arrive fréquemment qu'un des mots abrégés du sigle ou de l'acronyme soit repris pour désigner la nature du sigle et que ce dernier soit employé comme étant le nom de l'objet ou de la notion désignée. Cela arrive très souvent dans les pays anglophones, où on a nommé ce comportement RAS syndrome (RAS signifiant redundant acronym syndrome), en français syndrome SAR, SAR signifiant « syndrome de l’acronyme redondant ».
En français, ce phénomène est un peu plus rare.
Exemples avec des sigles en anglais :
- « le protocole IP », alors que le sigle IP signifie Internet Protocol (« protocole internet ») ;
- « le format PDF », alors que le sigle PDF signifie Portable Document Format (« format de document portable »).

Exemples avec des sigles en français :
- le virus VIH, alors que le sigle VIH signifie « virus de l'immunodéficience humaine » ;
- la loi LCEN, alors que le sigle LCEN signifie « loi pour la confiance dans l'économie numérique »[12].

## Sigles et humour
- Utilisant la convention de prononciation, Marcel Duchamp a intitulé son tableau copié de la Joconde : L.H.O.O.Q. (Elle a chaud au cul).
- On peut aussi dériver un sigle vers une autre interprétation (rétroacronymie) : par exemple, pour Anne Roumanoff, RTT signifie Repose-toi tout le temps ;
- ou pour édulcorer une expression pimentée : cf. le groupe de rap Suprême NTM, pour nique ta mère ;
- Certains sigles sont auto-référentiels (par exemple, GNU signifie GNU is Not UNIX).

## Sigle et politique
Il est d'usage de nommer les partis politiques par leurs initiales. La politique internationale est donc riche en sigles. En France, les sigles politiques les plus anciens encore en usage sont ceux du PRRRS (Parti républicain, radical et radical-socialiste, fondé en 1901) et du PCF (Parti communiste français, créé en 1920).
Au XXe siècle, certains pays ont choisi de mettre en avant un nom-sigle pour marquer la division politique d'une entité nationale ou se distinguer d'un autre état du même nom (RDA, RFA, RPC, RDC...) ou exprimer une supranationalité (URSS, SDN, OTAN, ONU, CEE, OPEP, OUA, CEI, etc.).

## Pour les personnalités: initiales
Lorsque le nom d'une personne est abrégé par la première lettre de son nom et de son prénom, on parle d'initiales plutôt que de sigles.
Des auteurs ont formé leur pseudonyme d'après leurs initiales : par exemple Pef (Pierre Élie Ferrier) ou Hergé (dérivé de R.G., soit G.R. à l'envers, pour Georges Remi). Cette pratique s'appelle l'initialisme.
Par ailleurs, les initiales de certaines personnalités ont été si largement utilisées qu'elles permettent de les identifier clairement et sans ambiguïté. C'est par exemple le cas de Jésus-Christ, couramment abrégé en J.-C. (par exemple : « 200 av. J.-C. »).

### Asie

#### Arabie saoudite
- MBS : Mohammed ben Salmane ;
- OBL : Oussama ben Laden.

#### Pakistan
- KCM : Khalid Cheikh Mohammed

### Afrique

#### Zambie
- KK : Kenneth Kaunda

### Amérique du Nord

#### Canada
- MBC : Mathieu Bock-Côté
- GND : Gabriel Nadeau-Dubois
- JBP : Jordan B. Peterson
- PET : Pierre Elliott Trudeau
- PKP : Pierre Karl Péladeau
- VLB : Victor-Lévy Beaulieu

#### États-Unis
- AD : Adrian Dantley
- AI : Allen Iverson
- AOC : Alexandria Ocasio-Cortez
- FDR : Franklin Delano Roosevelt
- JFK : John Fitzgerald Kennedy
- DVF : Diane von Fürstenberg
- JLo : Jennifer López
- JR : John Ross Ewing Jr., personnage de la série télévisée Dallas
- JTT : Jonathan Taylor Thomas
- KD : Kevin Durant
- LBJ : LeBron James ou Lyndon Baines Johnson
- LT : Lawrence Taylor ou LaDainian Tomlinson
- MJ : Michael Jordan
- MLK : Martin Luther King
- NPH : Neil Patrick Harris
- RBG : Ruth Bader Ginsburg
- RFK : Robert Francis Kennedy
- RMS : Richard Matthew Stallman

#### République dominicaine
- KAT : Karl-Anthony Towns

### Amérique du Sud

#### Brésil
- JK : Juscelino Kubitschek.

### Europe

#### France

##### Personnalités
- BB : Brigitte Bardot
- BHL : Bernard-Henri Lévy
- BSD : Benoît Saint-Denis
- DSK : Dominique Strauss-Kahn
- JFK : Jean-François Kahn
- JJSS : Jean-Jacques Servan-Schreiber
- JMM ou J2M : Jean-Marie Messier. Il a été surnommé J4M (Jean-Marie Messier moi-même) puis J6M (Jean-Marie Messier moi-même maître du monde)
- JPP : Jean-Pierre Papin
- MAM (acronyme) : Michèle Alliot-Marie
- NKM : Nathalie Kosciusko-Morizet
- PMF : Pierre Mendès France
- PPDA : Patrick Poivre d'Arvor. Il est caricaturé par Les Guignols sous les initiales PPD
- VGE : Valéry Giscard d'Estaing
- CDG : Charles de Gaulle (sigle réservé à l'aéroport, jamais employé pour l'homme d'état)
- RDDV : Renaud Donnedieu de Vabres
- RLD : Robert Louis-Dreyfus
- TP : Tony Parker
- ZZ : Zinédine Zidane
- PNL : Peace N' Lovés (groupe français)
- DTF : Dans ta face (groupe français)

##### Prénoms composés
- JB : Jean-Baptiste
- JC : Jean-Claude, Jean-Charles, Jean-Christophe
- JF : Jean-François (donne le diminutif Jef ou Jeff)
- JP : Jean-Philippe, Jean-Paul, Jean-Pierre
- Pef : dérivé de PF pour Pierre-François, comme pour Pierre-François Martin-Laval
- FX : François-Xavier

#### Royaume-Uni
- BP : Baden-Powell

### Cas d'Adolf Hitler
Dans la symbolique nazie, Adolf Hitler est représenté par le nombre 18. En effet, celui-ci correspond à ses initiales AH, lorsqu'on remplace chacune des deux lettres par sa position dans l'alphabet. Depuis la chute du nazisme, pour les néonazis, c'est un signe de reconnaissance discret. Ainsi un groupe réputé très violent au Royaume-Uni s'appelle « Combat 18 ».

#### Articles
- [1970] A. Blom, « Les sigles - formation et emploi », dans Copenhagen School of Economics and Business Administration Language Department, Copenhague, Nyt Nordisk Forlag (da), 1970 (ISSN 0900-3576), p. 155-163.
- [1975] (en) John Algeo (en) (1930-2019), Adam Makkai (hu) (1935-2020) (dir.) et Valerie Becker Makkai (dir.), « The acronym and its congeners », dans The first LACUS (en) forum 1974 (congrès), Columbia (Caroline du Sud), Hornbeam Press, 1975, 557 p., 23 cm (ISBN 0-9174-9604-3, OCLC 2034230, SUDOC 055396232, présentation en ligne), p. 217-234.
- [1988] Claude Germain et André Lapierre, « Le sigle : définition, caractéristiques et emploi », Cahiers de lexicologie, Paris, Éditions Classiques Garnier, no 53,‎ février 1988, p. 55-74 (ISSN 0007-9871, lire en ligne, consulté le 8 mars 2023).
- [1994] Marie-Françoise Mortureux et Marc Plénat (dir.), « Siglaison-acronymie et néologie lexicale », dans Linx : Les sigles, vol. 30, Paris, Université Paris Ouest La Défense (no 1), 1994 (ISSN 2118-9692, lire en ligne), p. 11-32.
- [2007] Mat Pires, « Le détournement de sigle : le cas de CPE », Langage et société (d) , Paris, Éditions de la Maison des sciences de l'homme, nos 121-122,‎ mars-avril 2007, p. 289-303 (ISSN 0181-4095, lire en ligne, consulté le 8 mars 2023).
- [2011] Françoise Dufour, « Le sigle comme modalité de dissociation énonciative. Le cas des alternances d'usage PMA / Pays les moins avancés », Mots : Les Langages du politique, Lyon, ENS Éditions (d)  / Institut des sciences humaines et sociales du CNRS, no 95,‎ 2011, p. 75-87 (ISSN 1960-6001, lire en ligne, consulté le 8 mars 2023).
- [2016] Bruno Courbon, Maxime Lambert (coll.) et Samuel Dion-Girardeau (coll.), « La fabrique du sigle : entre focalisation référentielle et (re)dénomination », Neologica (Revue internationale de néologie), Paris, Éditions Classiques Garnier, no 10,‎ 2016, p. 171-216 (ISSN 1965-2542, lire en ligne [PDF], consulté le 8 mars 2023).